# Via Appia
Via Appia var den første og vigtigste af de romerske veje, hvorfor den blev kaldt regina viarum "Vejenes Dronning"). Den gik fra Rom via den vigtige provinsby Capua til havnebyen Brundisium.
Via Appia blev anlagt i 312 f.Kr. af censor og konsul Appius Claudius Caecus. Vejen er et pragteksempel på den anlægningsteknik, som romerne benyttede til de 290.000 km vej, de byggede til alle afkroge af imperiet. Et underlag af fast jord, som blev dækket af et tyndt lag sten og mørtel. Over mørtelen blev der lagt et lag grus, og øverst en masse flade, formede trædesten. Ifølge Procopius blev de mangekantede trædesten på Via Appia lagt med så stor omsorg og nøjagtighed, at "det så ud til at være lavet ikke af mennesker, men af naturen selv".
Via Appia forbandt Rom med Brundisium og var hovedvejen til Grækenland, da Brundisium var udskibningsbyen mod øst.
Rester af den 560 km lange vej findes i den oprindelige form. I antikken blev kriminelle korsfæstet langs vejen. Bl.a blev over 6.000 henrettet, efter at Spartacus blev besejret. Deres kors stod med 70 meters mellemrum på hver side af en 200 km lang strækning af Via Appia. Nogle af de rige antikke romeres mausolæer ligger langs vejen.
41°50′29″N 12°31′57″Ø / 41.841389°N 12.5325°Ø